# チェーホフ (モスクワ州)
座標: 北緯55度08分53秒 東経37度28分37秒 / 北緯55.14806度 東経37.47694度

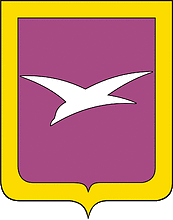
チェーホフの市章

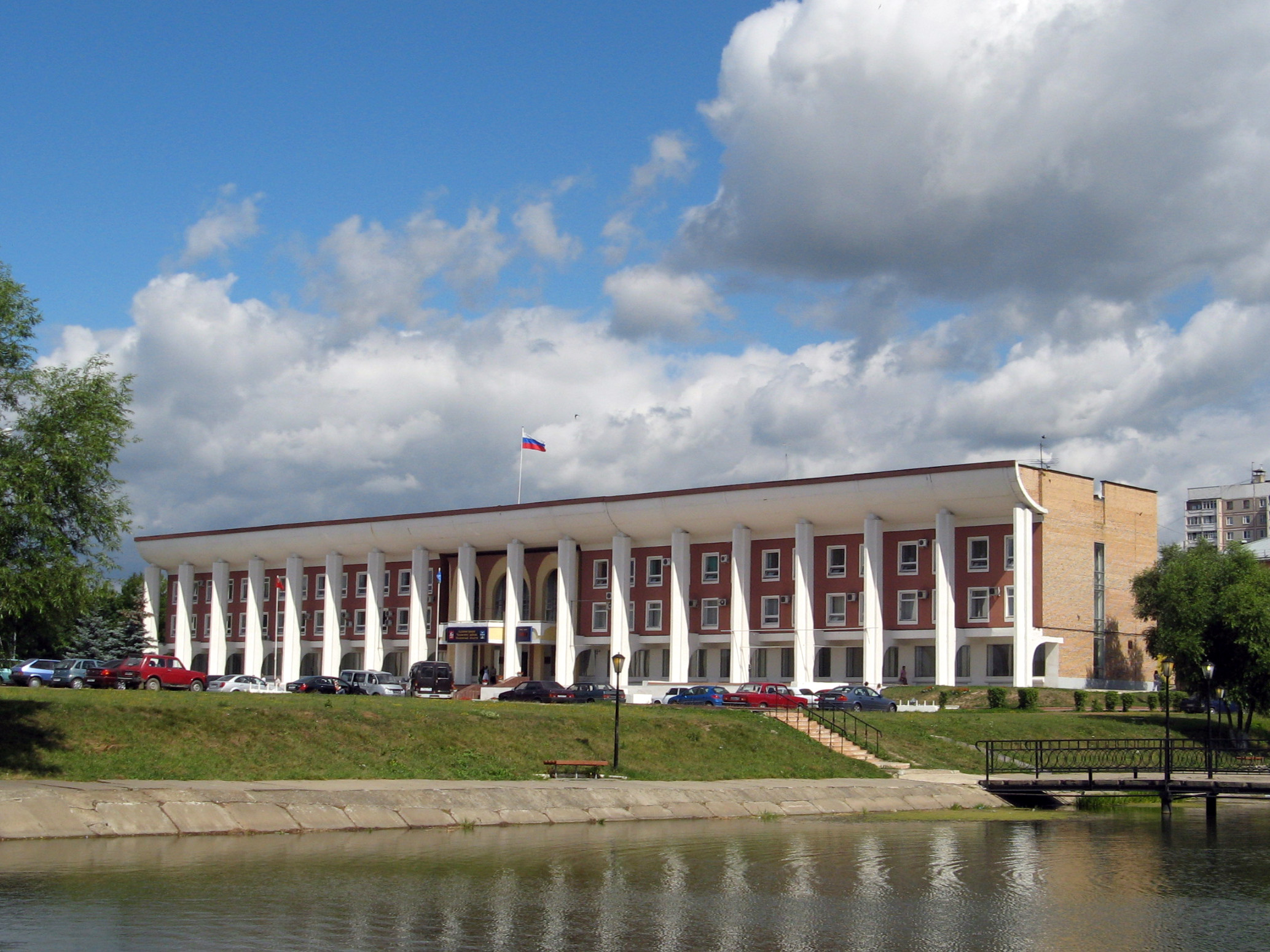
行政庁舎

チェーホフ（ロシア語: Че́хов、ラテン文字表記の例: Chekhov）は、ロシアのモスクワ州にある都市。人口は8万9025人（2021年） 。首都モスクワの南約80キロメートルに位置する。オカ川の左支流ロパースニヤ川に沿う。1954年まではこの川にちなみロパースニヤ（Лопа́сня, Lopasnya）と呼ばれていた。最寄りの大きな町は北のクリモフスク市、ルヴォフスキー町、ポドリスク市、および南のセルプホフ市で、チェーホフからの距離はそれぞれ20キロメートルから30キロメートルほど。

## 歴史

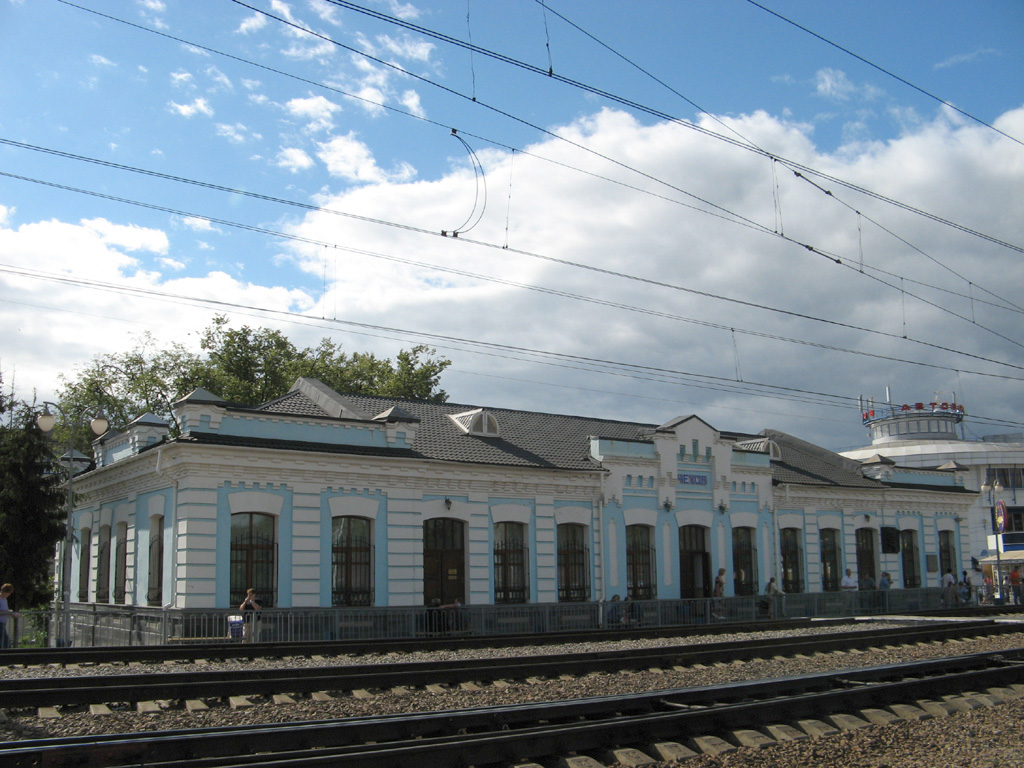
チェーホフ駅

チェーホフはモスクワ州でも若い都市のひとつである。少なくとも18世紀にはロパースニヤ村がこの地にあった。モスクワからトゥーラへ向かう古い交易路がここでロパースニヤ川を超えることからこの村の名がついた。
1951年、付近に工場が造られたことからこの村は労働者集落へと変わっていった。1954年には市となり、1890年代にこの周辺に住んでいた作家のアントン・チェーホフにちなんでチェーホフ市と改名された。

## 経済・交通・軍事
チェーホフには様々な大きな工場が集積している。建材、電子工業、食品などが主なもので、フランスの食品メーカーダノンも大きな工場を置く。2000年代には住宅開発も盛んになってきた。
チェーホフには、モスクワとトゥーラ・クルスクを結び、国境を越えてハルキウやクリミア半島へ向かうM2幹線道路が通る。またモスクワからポドリスク・セルプホフ・トゥーラ・クルスク方面へ伸びる鉄道も通っている。
チェーホフ近郊の地下深くにはロシア連邦軍参謀本部の戦時司令部があり、モスクワのクレムリンとの間はロシア連邦保安庁（FSB）が運行する「モスクワ・メトロ2」という秘密の地下鉄で連絡されているとみられている。

## 文化

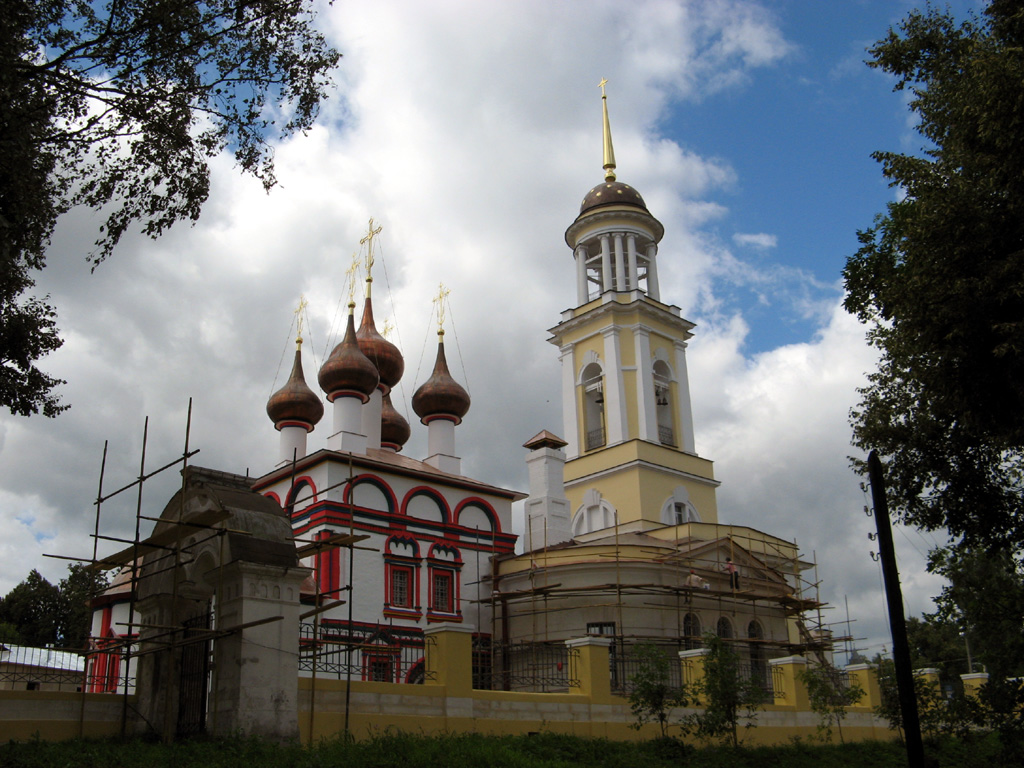
アンノ＝ザチャチェフスカヤ聖堂

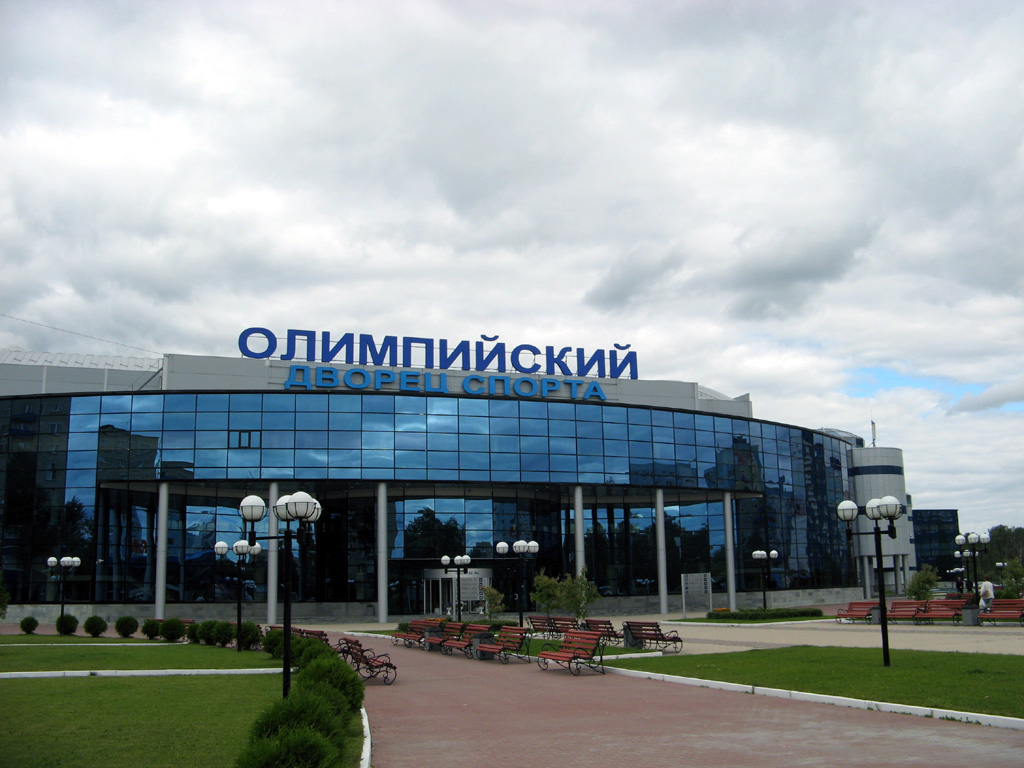
オリンピースキー・スポーツ宮殿

市街地にはかつてロシア帝国の政治家イラリオン・ヴァシリチコフが所有していたザチャチェフスコエ聖堂が建つ。町の12キロメートル南西にはメリホヴォ村があり、ここにアントン・チェーホフの地所があった。現在はチェーホフを記念する博物館となっている。
チェーホフにはロシアのハンドボール・リーグの強豪でCSKAモスクワに属するメドヴェージ・チェーホフが本拠を置いている。2003年からはホームゲームを市内のオリンピースキーというスポーツホールで開催している。ほかにも水球やホッケーの強豪チームがチェーホフにはある。

## 姉妹都市
- カプィリ、ベラルーシ
- en:Krasnohvardiiske Raion、ウクライナ
- en:Ochamchira District、アブハジア
- パザルジク、ブルガリア
- en:Příbram、チェコ
- サラトガ・スプリングズ、アメリカ合衆国
- en:Fastiv、ウクライナ
- ピャチゴルスク、ロシア
- ノーウホロド＝シーヴェルシクィイ、ウクライナ